# Túrricse
Túrricse is een plaats (község) en gemeente in het Hongaarse comitaat Szabolcs-Szatmár-Bereg. Túrricse telt 674 inwoners (2001).